# 茲邦申

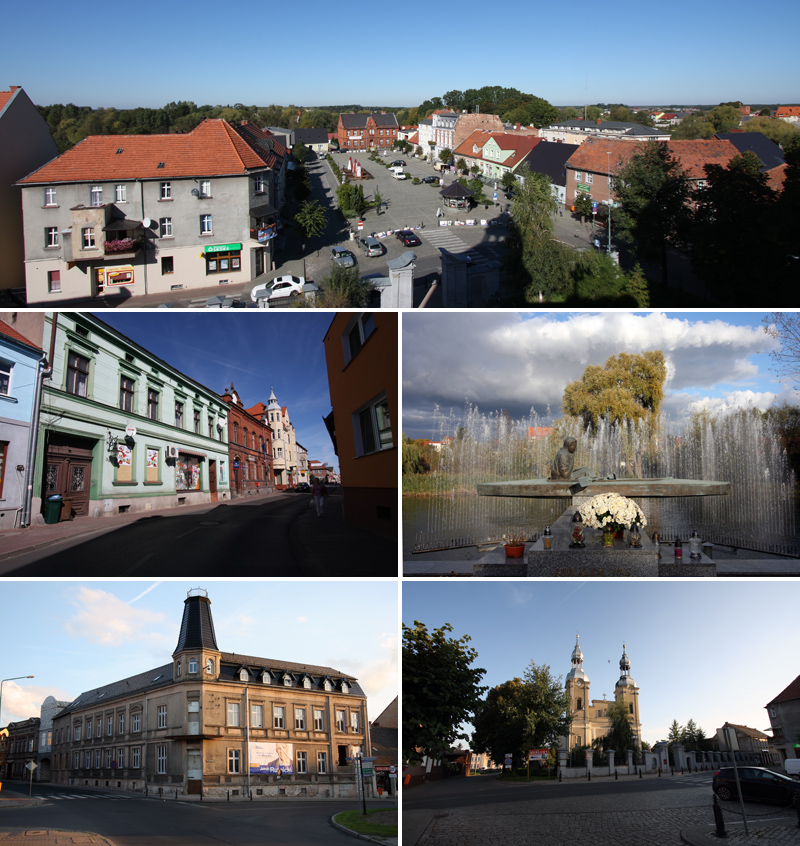

茲邦申（波蘭語：Zbąszyń），是波蘭的城鎮，位於該國西部，由大波蘭省負責管轄，面積5.57平方公里，2006年人口7,300。在第二次瓜分波蘭中，該鎮在1793年被納入普魯士王國管治範圍。

## 友好城市
- 法國 斯滕福德

52°15′N 15°56′E / 52.250°N 15.933°E